# Horsens Kirke
Horsens Kirke ligger i byen Langholt, Horsens Sogn, Aalborg Kommune; indtil Kommunalreformen i 1970 lå det i Kær Herred, Horsens-Hammer Kommune, Ålborg Amt.
Koret og østpartiet af skibet blev opført i romansk tid af granitkvadre over skråkantsokkel. I sengotisk tid blev korets mure forhøjet, skibet blev forlænget mod vest og det snævre tårn blev opført; tårnet er et Styltetårn og har oprindelig haft åben underdel, som senere er blevet lukket. I 1500-tallets første halvdel blev en tilbygning opført mod syd af genanvendte kvadre og munkesten, tilbygningen har formodentlig fungeret som gravkapel men er senere blevet sat i forbindelse med skibet ved en affladet rundbue, sydgavlen er ommuret i 1700-tallet og bærer navnetræk for Schack Vittinghof Greve Holck, der ejede Sønder Elkær og Gammel Vraa og som døde i 1776. Våbenhuset er fra slutningen af 1800-tallet. Kirken fik nyt våbenhus mod nord i 1970 og blev restaureret i 1986.
Skibet har bjælkeloft, koret fik indbygget krydshvælv i sengotisk tid. Altertavlen i renæssance har i storfeltet et maleri efter Knud Larsens altertavle i Sankt Markus Kirke på Frederiksberg i København. Prædikestolen er en lektorieprædikestol fra 1609, som oprindelig har siddet i korbuen, sidepanelerne er nu ophængt på skibets vægge, i felterne ses Kristus og de tolv apostle. I kirken ses et sengotisk krucifiks. I skibets vestende har man bevaret den tidligere herskabsstol fra 1642.
Den romanske døbefont af granit har glat kumme og en fod formet som trapezkapitæl.

## Eksterne kilder og henvisninger
- Wikimedia Commons har flere filer relateret til Horsens Kirke
- Horsens Kirke Arkiveret 19. februar 2011 hos  Wayback Machine hos nordenskirker.dk
- Horsens Kirke hos KortTilKirken.dk